# Bliźniczka
Bliźniczka (Nardus) – rodzaj roślin należący do rodziny wiechlinowatych. We współczesnych ujęciach systematycznych jest to takson monotypowy z jednym, zarazem typowym gatunkiem – Nardus stricta. Inne, dawniej zaliczane tu gatunki włączane są do rodzajów Microchloa i Psilurus.
Bliźniczka psia trawka Nardus stricta występuje w niemal całej Europie, zachodniej i środkowej Azji, w północno-zachodniej Afryce oraz w północno-wschodniej Ameryce Północnej. Należy także do flory Polski.

## Systematyka
Pozycja systematyczna według APweb (aktualizowany system APG IV z 2016)
Rodzaj należący do rodziny wiechlinowatych (Poaceae), rzędu wiechlinowców (Poales). W obrębie rodziny należy do podrodziny wiechlinowe (Pooideae), plemienia Nardeae.
Pozycja w systemie Reveala (1994–1999)
Gromada okrytonasienne (Magnoliophyta Cronquist), podgromada Magnoliophytina Frohne & U. Jensen ex Reveal, klasa jednoliścienne (Liliopsida Brongn.), podklasa komelinowe (Commelinidae Takht.), nadrząd Juncanae Takht., rząd wiechlinowce (Poales Small), rodzina wiechlinowate (Poaceae (R. Br.) Barnh.), plemię  Nardeae W.D.J. Koch, podplemię Nardinae Kromb., rodzaj bliźniczka (Nardus L.).